# Elihu Root
Elihu Root (Clinton, Oneida County (New York), 15 februari 1845 – New York, 7 februari 1937) was een Amerikaanse jurist en politicus. Hij werd bekend als minister van Buitenlandse Zaken onder president Roosevelt en ontving in 1912 de Nobelprijs voor de Vrede.

## Politieke carrière
Van 1899 tot 1904 was Root minister voor Oorlog onder president William McKinley en later onder Theodore Roosevelt. In die functie hervormde hij de organisatie van het Amerikaanse leger. Zo was hij verantwoordelijk voor de uitbreiding van de militaire academie in West Point, de oprichting van het United States Army War College en de aanstelling van de Generale Staf. Verder veranderde hij de procedures voor promoties en richtte hij scholen op voor de speciale eenheden van het leger.
Root maakte zich zorgen over de nieuwe gebieden die verkregen waren door de overwinning in de Spaans-Amerikaanse Oorlog, en gaf vorm aan het proces om Cuba een onafhankelijke status te geven. Ook schreef hij het handvest voor het bestuur van de Filipijnen en hief hij de invoerrechten op goederen uit Puerto Rico op.
In 1904 verliet Root het kabinet en keerde terug naar zijn werk als advocaat. Toen in het daaropvolgende jaar John Hay overleed, benoemde Roosevelt hem echter tot minister van Buitenlandse Zaken. In die functie vervolgde hij het 'Open deur-beleid' ten opzichte van het Verre Oosten, zoals zijn voorganger dat had gevoerd. Hij verwierf echter vooral faam door zijn steun voor het principe van arbitrage in internationale geschillen. Tijdens een tour door Zuid-Amerika haalde hij de regeringen uit de regio over om deel te nemen aan de Vredesconferentie van Den Haag. Ook werkte hij met Japan aan verbetering van de relaties met China en de regelingen omtrent emigratie naar de VS. In 1908 tekende hij de Root-Takahira overeenkomst met de Japanse ambassadeur Takahira Kogoro. Dat verdrag erkende op hoofdlijnen de territoriale status quo in het gebied, en garandeerde de territoriale integriteit van China. Daardoor kon de militaire aanwezigheid van zowel Japan als de VS in de regio beperkt worden.
In 1912 ontving hij de Nobelprijs voor de Vrede, voor zijn inspanningen om landen door samenwerking en arbitrage dichter bij elkaar te brengen.
Na de Eerste Wereldoorlog steunde Root de Volkenbond, en nam hij zitting in de raad van juristen die het Permanent Hof van Internationale Justitie instelden. Hij was de eerste voorzitter van de Council on Foreign Relations die in 1921 werd opgericht in New York en in het jaar daarna begon met de uitgave van het invloedrijke tijdschrift Foreign Affairs. Verder werkte Root met Andrew Carnegie aan internationale programma's voor internationale vrede en voor bevordering van de wetenschap. Hij was de eerste voorzitter van de Carnegie Endowment for International Peace en was betrokken bij de oprichting van de American Society for International Law. Hij stond ook aan de basis van het American Law Institute en was vicevoorzitter van de American Peace Society, die het tijdschrift World Affairs publiceert, het oudste Amerikaanse tijdschrift over internationale betrekkingen.

## Gepubliceerde werken
- Citizen's Part in Government. Yale University Press, 1911.
- Experiments in Government and the Essentials of the Constitution. Princeton University Press, 1913.
- Addresses on International Subjects. Harvard University Press, 1916.
- Military and Colonial Policy of the United States. Harvard University Press, 1916.
- Miscellaneous Addresses. Harvard University Press, 1917.
- Men and Policies: Addresses by Elihu Root. Harvard University Press, 1925.